# Neápoli (ort i Grekland, Kreta)
Neápoli (Neapoli) är en ort i Grekland.   Den ligger i prefekturen Nomós Lasithíou och regionen Kreta, i den sydöstra delen av landet, 300 km sydost om huvudstaden Aten. Neápoli ligger 262 meter över havet och antalet invånare är 2 809.
Terrängen runt Neápoli är kuperad åt nordost, men åt sydväst är den bergig. Runt Neápoli är det ganska glesbefolkat, med 47 invånare per kvadratkilometer. Närmaste större samhälle är Agios Nikolaos, 12,4 km sydost om Neápoli. 